# Hraběnka Eva
Hraběnka Eva (ve francouzském originále La comtesse Eva) je opéra comique o jednom dějství francouzské skladatelky Maria-Félicie-Clémence de Reiset, vikomtesy de Grandval (1828–1907). Libreto k ní napsal Michel Carré. Premiéra opery se konala 5. srpna 1864 v městském divadle v lázních Baden-Baden.

## Vznik, historie a charakteristika
Clémence de Grandval byla od konce 50. let 19. století velmi aktivní jako hudební skladatelka, a to nejen v ženám tradičně vymezenému oboru písní a klavírních skladeb, ale i v žánru hudebního divadla. Roku 1859 uvedlo Théâtre des Bouffes-Parisiens její operetu Lízin krejcar (Le Sou de Lise) a roku 1863 Théâtre-Lyrique opéru comique Rózini snoubenci (Les Fiancés de Rosa). Roku 1864 napsala novou opéru comique – jejíž původní ohlašovaný název byl Kolovrat (Le Rouet) – pro Baden-Baden.
V těchto mondénních německých lázních kousek od francouzských hranic existoval od 50. let 19. století silný francouzskojazyčný (ale též německo- a italskojazyčný) operní provoz. Řada známých soudobých francouzských skladatelů – Louis Clapisson, Victor Massé, Charles Gounod, François-Auguste Gevaert, Ernest Reyer, Jacques Offenbach – napsala opery, které měly v Baden-Badenu světovou premiéru. Roku 1862 byla také otevřena nové divadelní budova a k této příležitosti napsal Hector Berlioz svou komickou operu Béatrice et Bénédict.

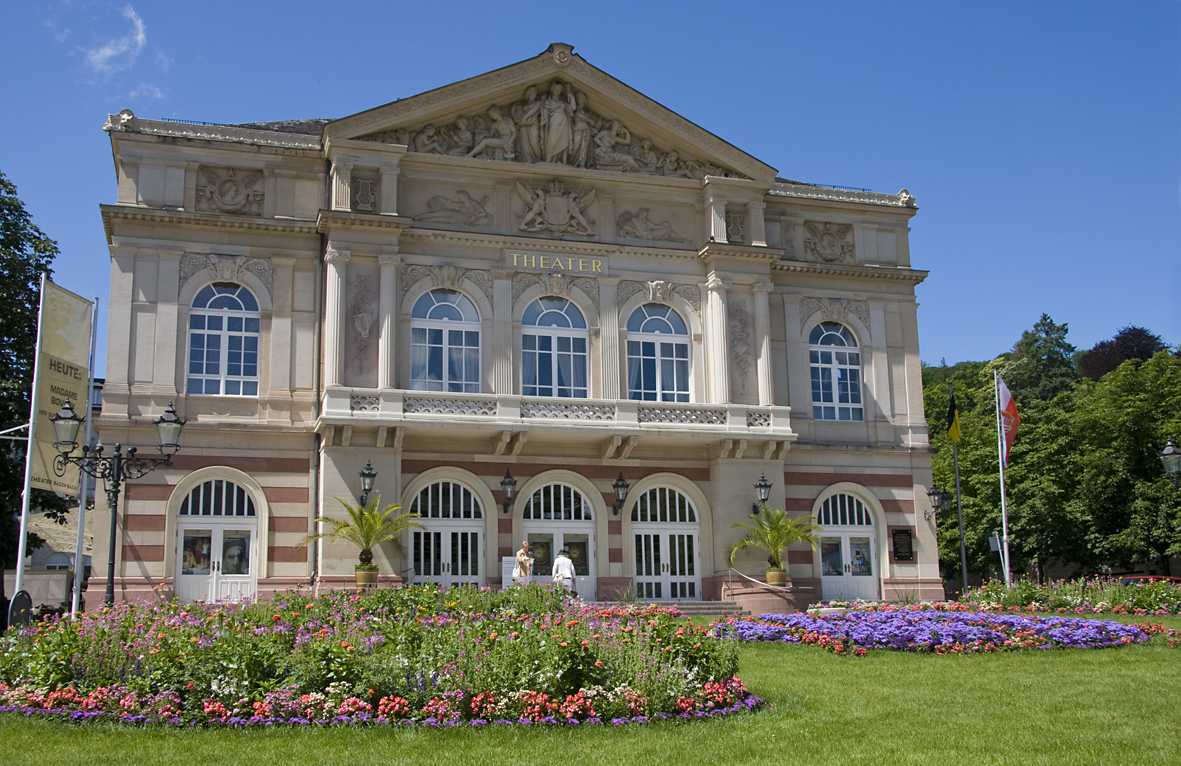
Divadlo v Baden-Badenu, místo premiéry Hraběnky Evy

V lázeňském prostředí měla opera vikomtesy de Grandval značný úspěch (podle Signale für die musikalische Welt z celé francouzské sezóny největší, vedle klasického Auberova Fra Diavola). Félix Mornand v L'Illustration de Bade chválil její „třpytivou a duchaplnou partituru“; podle … je toto dílo „zpívané spíše než hrané, na sled živých melodií, dobře orchestrovaných, dobře uspořádaných, které okouzlily posluchačstvo a vyvolaly bouřlivý potlesk, zejména při druhém představení.“ Také Le petit Journal de Bade tvrdil, že „[n]ejkompetentnější kritikové svorně přiznávají Mme de Grandval tento upřímný úspěch“ (to zopakoval i Berliner Musikzeitung). Fritz Gartner pro pařížský hudební magazín Le Ménéstrel psal: „Mme de Grandval má nadání, a to opravdové; a vkus řídí její pero skladatele. Je cítit, že se dobře obeznámila s dobrými vzory a že v této společnosti získala pozoruhodnou zdatnost.“ Chváleny byly především úvodní píseň Evy, Jourdanova romance, duet hraběnky a Sigismonda, její následující arieta a závěrečný tercet, „plný veselí a melodické invence a dokonale shrnující žánr buffo“.
Dva kusy aranžované z této opery byly následně představeny na koncertech na Champs-Elysées; jinak však Hraběnka Eva uvedena nebyla.

## Osoby a první obsazení
| osoba                   | hlasový obor | premiéra (5. srpna 1864)          |
| ----------------------- | ------------ | --------------------------------- |
| Hrabě Alexis            | tenor        | Pierre-Marius Jourdan             |
| Hraběnka Eva, jeho žena | soprán       | Constance-Caroline Faure-Lefebvre |
| Kníže Sigismond         | baryton      | Eugène-Charles-Antoine Crosti     |

## Děj opery
(Odehrává se na zámku hraběte Alexise v Rusku za vlády Kateřiny Veliké.)

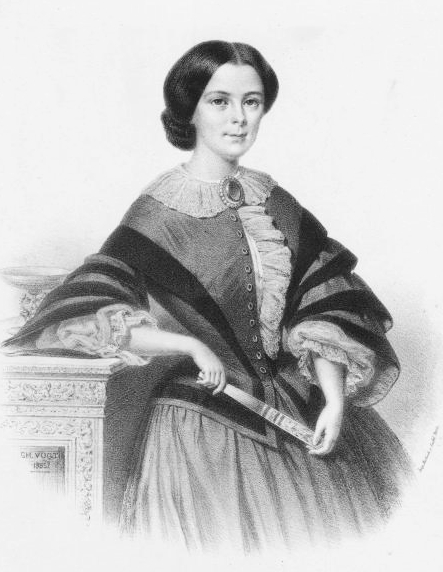
Caroline Faure-Lefebvre, první představitelka Hraběnky Evy, rytina Charlese Vogta z roku 1855

Hraběnka Eva je dokonalá manželka, byť původem prostá vesničanka, již si z lásky vzal ruský hrabě Alexis, od té doby žijící v ústraní od dvora Kateřiny Veliké, kde kdysi zářil, a zdržuje se na svém starém zámku, kde se uzavřel a užívá si manželského štěstí.
Do tohoto šťastného hnízdečka se nevhodně vloudí jiný svůdník, kníže Sigismond, který přirozeně hned začne usilovat o přízeň pohledné hraběnky. Zatímco se manželce dvoří, manžela popichuje řka, že by nebyl tak pyšný na své štěstí a nebyl si jím tak jist, kdyby jako obezřetný lakomec neukrýval svůj poklad před očima ostatních. – Neodvážil byste se, říká, mi u ní nechat volné pole. Dotčený hrabě přijímá výzvu a nechává odvážně knížete samotného v domě s jeho ženou až do zítřka. Tato více než neprozřetelná sebejistota by si zasloužila exemplární trest; ale božský patron manželů je dobročinnost sama a tentokrát ušetří hraběte, který ho doufám vícekrát pokoušet nebude.
Je třeba dodat, že milostná strategie knížete Sigismonda nedokládá zvláštní nadání rádoby Fronsaců a Lauzunů od Kateřinina dvora. Sotva se s hraběnkou ocitne sám, začne si stěžovat na její izolaci a její uvěznění, místo aby jí podle všech pravidel vychvaloval její štěstí, aby mu ona, také podle zvyku, oponovala a sama tak přišla na případné nedostatky a nevýhody své situace. Pak se rozhoří láskou jako chemické zápalky, byť v té době ještě nebyly vynalezeny; deklamuje, žadoní a vrhá se na kolena, což je trochu příliš rokokové. Nevím, jak si vedl Potěmkin; ale jsem si jist, že pan de Ségur si před carevnou neklekal. Ani kdyby byla hraběnka méně počestná, nepodlehla by tak náhlému a přímému útoku, a to také knížeti Sigismondovi okamžitě prokáže. Jelikož byl hrabě tak smělý, že zavřel vlka do vlastního ovčince, ona ho zavře znovu, avšak mimo ovčinec. Zavede ho do údajného budoáru, jehož dveře jsou opatřeny pevnou mříží, a vmžiku je zavře před nosem zmateného svůdníka. Směšnost situace se zkomplikuje ještě zuřivým hladem; protože tento falešný vlk je lačný a už třikrát či čtyřikrát naznačil, že by rád povečeřel. Patrně láska, která musí nejprve projít žaludkem. Není to tedy vroucí vášeň, nýbrž srnčí paštika, kvůli které prosí o propuštění z klece, v níž se ocitl, a dokážete si představit, že to jeho věci neprospívá.
– Tady máte, přeďte, a dostanete večeři, říká hraběnka a ukazuje mu skrze mříž kolovrat, vzpomínku na své dřívější postavení, kterou se neostýchá stále používat a které se kníže před chvílí opovážlivě vysmíval. Příst u nohou Omfalé, to se stávalo a stává; ale příst, aby jedl, on, kníže Sigismond, oho! raději zemřít… apetitem! Ale hlad, jak se říká, světí prostředky. Kostky jsou vrženy. Kníže nemůže dostat více po přeslici; ale „žít je třeba“, jak praví normandské pořekadlo, pravděpodobně podobné pořekadlu ruskému. Hraběnka tedy knížeti mříže otevře, což jí přijde snadnější díky tomu, že se manžel, který neměl odvahu vydržet až do konce sázky, mezitím vrátil, a já mu k tomu blahopřeji, takže kníže nevečeří při duetu, ale při tercetu, načež ubrousek, chci říci opona, nad tímto ansámblem spadne.